# Stazione di Vigodarzere
La stazione di Vigodarzere è una stazione ferroviaria posta sul tronco comune alle linee Bassano-Padova e Calalzo-Padova.

## Strutture e impianti
La stazione è stata ammodernata e adeguata agli standard SFMR nei primi anni 2000.
La stazione è dotata di tre binari e le relative banchine sono rialzate per ottenere un accesso a raso ai treni predisposti.
La stazione è accessibile ai portatori di handicap tramite un ascensore per la banchina a isola per i binari 2 e 3 e tramite una rampa per il primo binario. È dotata di una piccola sala di attesa e di una biglietteria self-service.
L'impianto comprende il ponte sul fiume Brenta, originariamente a doppio binario, distrutto durante la Seconda guerra mondiale e riattivato a singolo binario, che mantiene tuttora.
Entro il 2026 Rfi costruirà un nuovo ponte di 100 metri (il più lungo a campata unica d'Italia) che permetterà l'adeguamento a doppio binario dell'attraversamento ferroviario sul fiume Brenta.
In origine la stazione era dotata di un apparato centrale a filo tipo Innocenti a 12 leve per la manovra dei segnali ad ala, con deviatoi manovrati a mano ed assicurati a chiave.
Dal 1978 la stazione venne dotata di un Apparato Centrale Elettrico a leve individuali tipo FS a 25 leve, successivamente sostituito nel 2005 da un Apparato centrale computerizzato.
I deviatoi erano e sono tuttora a manovra elettrica.
Dal 1991 al 2002 questo impianto gestiva provvisoriamente il traffico dell'ex Bivio Altichiero, poi riattivato con un ACEI sotto il controllo della Cabina A della stazione di Padova.

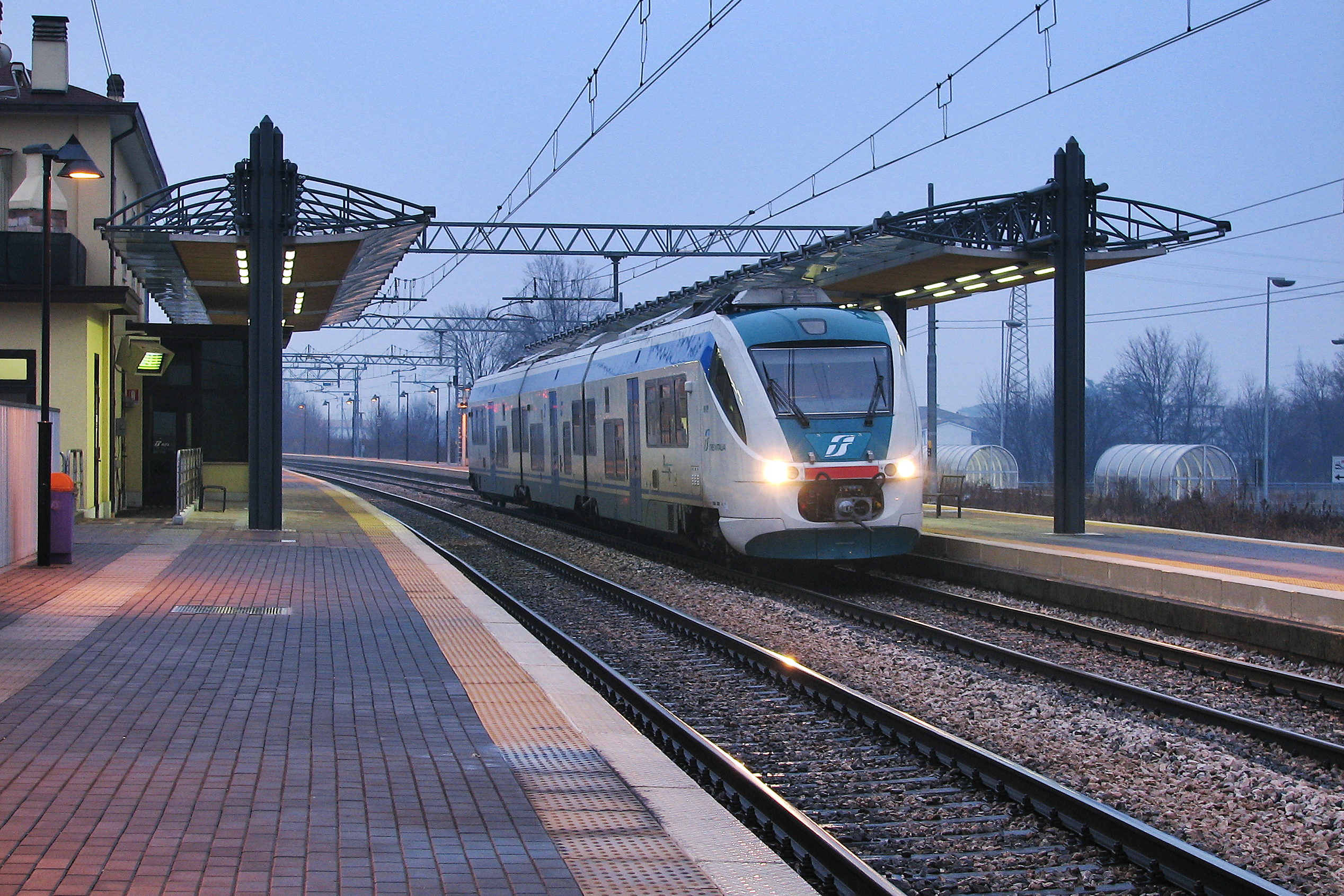
Un Minuetto Diesel è pronto a partire da Vigodarzere per Padova. Nell'immagine si notano chiaramente le nuove pensiline, i nuovi marciapiedi e, a destra, si intravede il parcheggio per le auto, tutte novità portate dal SFMR.

## Movimento
La stazione è servita da treni regionali svolti da Trenitalia nell'ambito del contratto di servizio stipulato con le regioni interessate.

## Servizi
La fermata è classificata da RFI nella categoria "Bronze".
Dispone dei seguenti servizi:
- Biglietteria automatica
- Sala d'attesa